# Jättåsarna
Jättåsarna este o arie protejată (arie specială de conservare — SAC, sit de importanță comunitară — SCI) din Suedia întinsă pe o suprafață de 30 ha, integral pe uscat.

## Localizare
Centrul sitului Jättåsarna este situat la coordonatele 59°59′07″N 15°44′47″E / 59.9853°N 15.7465°E.

## Înființare
Situl Jättåsarna a fost declarat sit de importanță comunitară în aprilie 2004 pentru a proteja 1 specie de plante. Situl a fost protejat și ca arie specială de conservare în martie 2011.

## Biodiversitate
Situată în ecoregiunea boreală, aria protejată conține 2 habitate naturale: Păduri fino-scandinave bogate în ierburi cu Picea abies, Mlaștini împădurite.
La baza desemnării sitului se află o specie protejată de  plante: Buxbaumia viridis.